# David Lyon

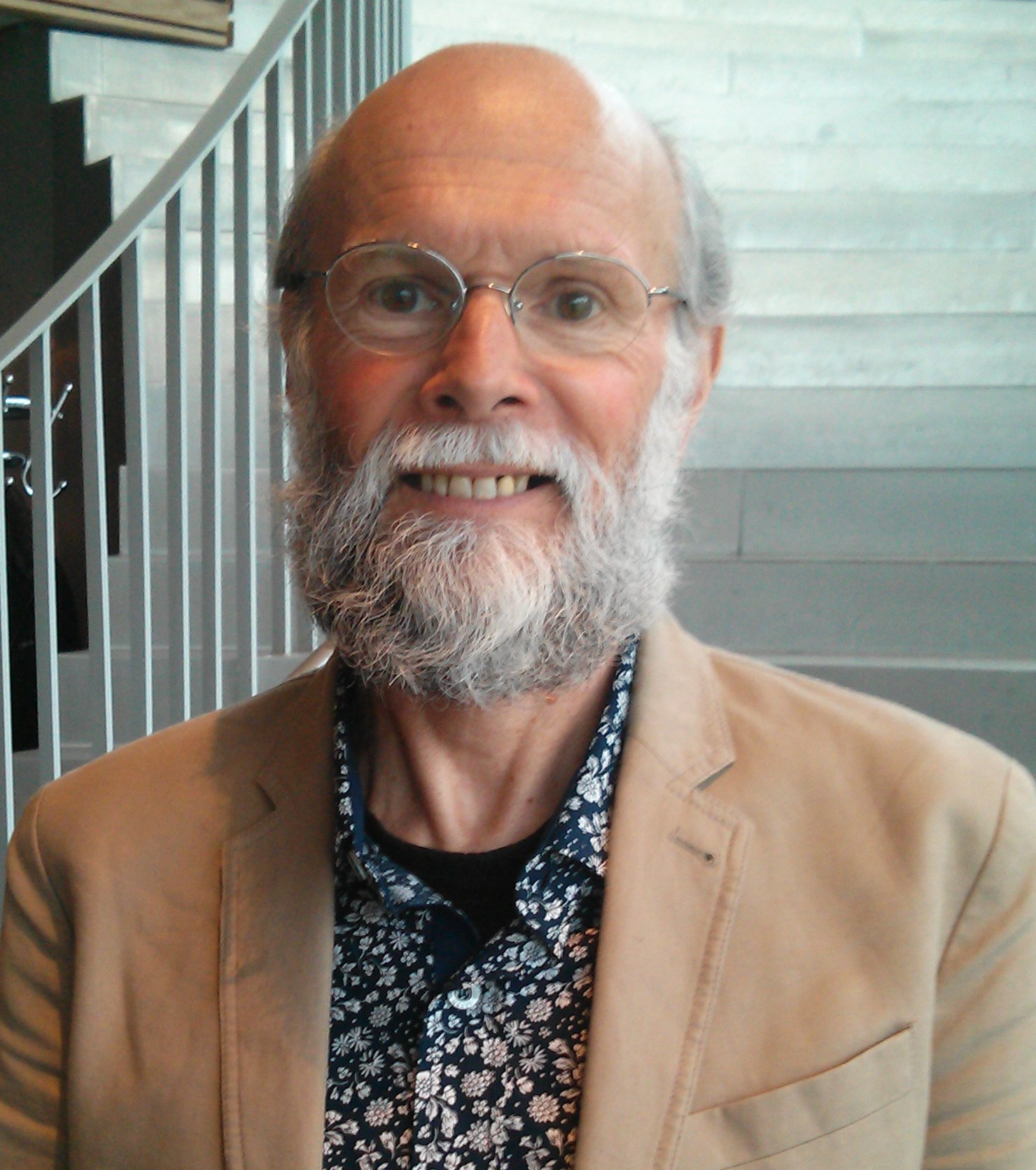
David Lyon (2015)

David Arthur Lyon (* 7. Dezember 1948) ist Soziologe an der Queen’s University in Kingston (Kanada). Er ist der Direktor des Surveillance Studies Centre (Zentrum für Überwachungsstudien) und Mitherausgeber der Zeitschrift Surveillance & Society. Er arbeitet zu den Themen Globalisierung, Säkularisierung, Postmoderne und Überwachung. Das Hauptthema seiner Forschung sind die sozialen Konsequenzen von Überwachung, wie z. B. die Verfestigung von Ausschlüssen und Hierarchien. 2008 wurde Lyon zum Mitglied der Royal Society of Canada ernannt.